# Financial Times Person of the Year
Die britische Wirtschaftszeitung Financial Times kürt jedes Jahr eine „Person des Jahres“ (englisch Person of the Year), die nach Ansicht der Zeitung in einem bestimmten Jahr großen Einfluss gezeigt hat.

## Liste der bisherigenFTPersons of the Year
- 2024: Donald Trump (47. US-Präsident)[1]
- 2023: Lars Fruergaard Jørgensen (CEO, Novo Nordisk)[2]
- 2022: Wolodymyr Selenskyj (Präsident der Ukraine)[3]
- 2021: Elon Musk (CEO, SpaceX und Tesla, Inc.)
- 2020: Uğur Şahin und Özlem Türeci (Mediziner und Gründer von BioNTech)[4]
- 2019: Satya Nadella (CEO, Microsoft)
- 2018: George Soros[5]
- 2017: Susan Fowler[6]
- 2016: Donald Trump (45. US-Präsident)[7]
- 2015: Angela Merkel (Bundeskanzlerin, Deutschland)[8]
- 2014: Tim Cook (CEO, Apple Inc.)[9]
- 2013: Jack Ma (Gründer, Alibaba Group)[10]
- 2012: Mario Draghi (Präsident, Europäische Zentralbank)[11]
- 2011: Mohamed Bouazizi (Initiator des Arabischen Frühlings)
- 2010: Steve Jobs (CEO, Apple, Inc.)
- 2009: Lloyd Blankfein (CEO, Goldman Sachs)
- 2008: Barack Obama (44. US-Präsident)
- 2007: Jean-Claude Trichet (Präsident der Europäischen Zentralbank)
- 2006: Lakshmi Mittal (CEO, ArcelorMittal)
- 2005: Sergey Brin und Larry Page (Mitbegründer von Google)
- 2004: Eliot Spitzer (New Yorker Generalstaatsanwalt)
- 2003: Jeffrey Immelt (CEO, General Electric)[12]
- 2002: George W. Bush (43. Präsident der USA)
- 2001: Howard Lutnick (CEO von Cantor Fitzgerald und BGC Partners)
- 2000: Craig Venter (Genomforscher)[13]
- 1999: John von Neumann (Polymath und Erfinder)
- 1998: Alan Greenspan (Vorsitzender der Federal Reserve (1987–2006))
- 1997: Tony Blair (Premierminister von Großbritannien (1997–2007))
- 1996: Rupert Murdoch (Gründer und CEO der News Corp)
- 1994: Bill Gates (Mitbegründer und CEO von Microsoft)
- 1993: Édouard Balladur (Premierminister von Frankreich (1993–1995))
- 1992: Deng Xiaoping (Führer der Volksrepublik China)
- 1991: James Baker (Außenminister der USA (1989–1992))
- 1990: Helmut Kohl (deutscher Bundeskanzler (1982–1998))
- 1989: Michail Gorbatschow (Führer der Sowjetunion (1985–1991))
- 1988: Henry Kravis und George Roberts (Gründer von KKR)
- 1987: Margaret Thatcher (Premierministerin von Großbritannien (1979–1990))
- 1986: Yasuhiro Nakasone (Premierminister von Japan (1982–1987))
- 1985: Michail Gorbatschow (Führer der Sowjetunion (1985–1991))
- 1984: Albert Hall (Vertreter der Armee der Arbeitslosen)
- 1983: John R. Opel (CEO von IBM (1981–1985))
- 1982: George P. Shultz (Außenminister der USA (1982–1989))
- 1981: Francois Mitterrand (französischer Präsident (1981–1995))
- 1980: Lech Wałęsa (Führer der polnischen Solidarność-Bewegung)[14]
- 1978: Deng Xiaoping (Senior Vize-Premier der Volksrepublik China)
- 1977: Anwar Sadat (Präsident von Ägypten (1970–1981))
- 1976: Jimmy Carter (39. Präsident der USA (1977–1981))
- 1975: Helmut Schmidt (deutscher Bundeskanzler (1974–1982))
- 1974: Harold Wilson (Premierminister von Großbritannien (1964–1970 und 1974–1976))
- 1973: Faisal ibn Abd al-Aziz (König von Saudi-Arabien)
- 1972: Henry Kissinger (Außenminister der USA (1973–1977))
- 1970: Jean Rey (Zweiter Präsident der Europäischen Kommission)[15]